# Goniochernes lislei
Espèce
Goniochernes lislei est une espèce de pseudoscorpions de la famille des Chernetidae.

## Distribution
Cette espèce est endémique du Cameroun.

## Étymologie
Cette espèce est nommée en l'honneur de Melchior de Lisle.

## Publication originale
- Vachon, 1941 : Pseudoscorpions récoltés en Afrique occidentale tropicale par. P. Lepesme, R. Paulian et A. Villiers. (Note preliminaire.)  Bulletin Scientifique de Bourgogne, vol. 9, p. 29-35.